# Гражданская полиция Федерального округа
Гражданская полиция Федерального округа — это следственная полиция Федерального округа Бразилии, который включает столицу Бразилию. Гражданская полиция подчиняется губернатору Федерального округа и связана с Государственным секретариатом по вопросам общественной безопасности.

## История
В 1808 году, после французского вторжения в Европейскую Португалию, Португальская королевская семья и правительство перебрались в Бразилию и установили Рио-де-Жанейро в качестве новой столицы Португальской империи. В Рио правительство создало Генеральную Интендантуру полиции двора и штата Бразилия, основанную на аналогичной структуре в Лиссабоне, которая стала центральной судебной полицейской организацией. Эта организация была предшественником Гражданской полиции Рио-де-Жанейро.
В 1960 году, с созданием новой столицы в Бразилиа, правительство учредило Гражданскую полицию Федерального округа, используя офицеров из полиции Рио.

## Основные институциональные функции
Основные институциональные функции включают: исключительно выполнять все необходимые действия для расследования уголовных преступлений и подготовки полицейского расследования; способствовать набору, отбору, обучению, повышению квалификации и профессиональному и культурному развитию сотрудников гражданской полиции; организовывать и вести регистрацию гражданской и уголовной идентификации; поддерживать полицейскую статистическую службу в соответствии с институтами статистики и исследований для предоставления точной и актуальной информации о преступности, насилии и нарушениях правил дорожного движения; сотрудничать с уголовным правосудием, обеспечивая исполнение ордеров на арест, выданных судебными властями, предоставление необходимой информации для расследования и преследования дел, а также выполнение действий, разумно запрашиваемых судьей и членами прокуратуры в рамках полицейских расследований.

## Ранги
- Сотрудник, обеспечивающий охрану задержанных
- Сотрудник полиции
- Полицейский агент
- Эксперт по папилоскопии в полиции
- Эксперт-криминалист
- Судебно-медицинский эксперт
- Начальник полиции